# Jagged Little Thrill
Jagged Little Thrill è il terzo album in studio del gruppo musicale statunitense Jagged Edge, pubblicato nel 2001.

## Tracce
1. The Saga Continues – 0:45
2. Where the Party At (featuring Nelly) – 3:52
3. Goodbye – 4:33
4. Cut Somethin' (featuring Ludacris) – 3:41
5. Girl It's Over – 4:28
6. Can We Be Tight – 4:18
7. I Got It (featuring Trina) – 3:04
8. Best Man – 4:13
9. Without You – 3:33
10. Driving Me to Drink (featuring R.O.C.) – 3:23
11. This Goes Out (featuring Big Duke & Joe Blak) – 3:30
12. Respect – 4:44
13. Head of Household – 4:42
14. Remedy – 5:13